# Kolonialsprache
Die Kolonialsprache ist die Sprache der Besatzungsmacht, die einer anderssprachigen Bevölkerung in einem besetzten oder angeschlossenen Gebiet (zum Beispiel einer Kolonie) oktroyiert wird. In diesen Gebieten ist die Kolonialsprache meist auch die einzige Amtssprache. Viele selbständig gewordene Kolonien behalten die Kolonialsprache bei, so dass die meisten Amtssprachen auf der Welt heute ehemalige Kolonialsprachen sind.

## Wichtige Kolonialsprachen
Wichtige Kolonialsprachen sind die Sprachen der Kolonialmächte, so beispielsweise Englisch in Afrika und dem indischen Subkontinent (Sprache Großbritanniens) und im Pazifik (Sprache Großbritanniens bzw. der USA), Spanisch und Portugiesisch in Mittel- und Südamerika, Russisch in Osteuropa und Zentralasien, Französisch in Afrika und den französischen Randgebieten (Elsass, Bretagne, Baskenland, Französisch-Guayana), Holländisch (Sprache der Niederlande) in Suriname, Südafrika, Indonesien und den Niederländischen Antillen.

## Sicherung der Vorherrschaft
Kolonialsprachen unterdrücken in den meisten Fällen die Bindung und die Fortentwicklung anderer Sprachen. Kolonialsprachen sind in viel größerem Maße als die Globalisierung für das Aussterben vieler Sprachen verantwortlich (vor allem indianischer und pazifischer Sprachen, aber auch in Europa, z. B. Manx).
Die Einheimischen haben andere Muttersprachen als die Kolonialsprache. Sie sind zahlenmäßig zwar den Besatzern weit überlegen, aber dadurch, dass die Kolonialsprache die Sprache der machthabenden, wohlhabenden Elite ist, sind die Einheimischen gezwungen, die Kolonialsprache zu erlernen, um ihre soziale Stellung zu verbessern (Jobs in der Verwaltung), um der Armut zu entkommen (Kommunikation mit zahlungskräftigen Kunden) oder für die Fortbildung (oft schon ab Schulsprache).
In einigen Fällen wird darüber hinaus der Gebrauch der einheimischen Sprachen sogar verboten; auch im Alltag werden die Bewohner gezwungen, sich der Kolonialsprache zu bedienen. So war zum Beispiel der Gebrauch von Katalanisch oder Baskisch im Franco-Spanien verboten. Auch in Taiwan (1895–1945) und Korea (1910–1945) wurde Japanisch während der japanischen Kolonialzeit als alleinige Nationalsprache eingeführt, so dass es heute noch in Taiwan (nicht aber in Korea) vielerorts „Clubs der Japanischsprecher“ gibt, in denen ältere Leute die ihnen eigentlich oktroyierte zweite Muttersprache Japanisch pflegen.
Wenn eine Kolonialsprache über lange Zeit etabliert ist, beginnen die Einheimischen, ihre Kinder in dieser Sprache zu erziehen und ihnen die eigene Muttersprache nicht mehr beizubringen. So wird eine Kolonialsprache allmählich zur Muttersprache in anderen Gebieten.
Kolonialsprachen sind oft allerdings auch eine lingua franca. In sprachlich stark zersplitteten Gegenden können sich Bewohner oft nur über die Kolonialsprache miteinander verständigen (so in Indien); sie hat außerdem den Vorteil, dass sie von außen kommt und man keine der einheimischen Sprachen privilegieren muss, um sich zu verständigen.
Oft wird eine Kolonialsprache als prestigevoller als eine einheimische Sprache angesehen. So etablierte Osttimor nach seiner Unabhängigkeit von Indonesien 2003 neben dem einheimischen Tetum Portugiesisch als zweite Amtssprache, obwohl diese Sprache fast 30 Jahre nach der Unabhängigkeit von Portugal nur noch von fünf Prozent der Bevölkerung (Elite und ältere Leute) verstanden wird. Die viel verbreitetere Bahasa Indonesia, ebenso Kolonialsprache, fand keine offizielle Anerkennung. Hier spielte der 24-jährige Befreiungskampf gegen Indonesien mit 183.000 Toten eine Rolle.

## Deutsch als Kolonialsprache
Deutsch hat als Kolonialsprache nur eine geringe Rolle gespielt: Das sogenannte Kolonialdeutsch war eine Sprachform, für die nur ein geringer Wortschatz vorgesehen war und die dazu gedacht war, der nötigsten Kommunikation zu dienen, die aber nie verwirklicht wurde. Da Deutschland nur für relativ kurze Zeit eine Kolonialmacht war, konnte Deutsch als Kolonialsprache auch keine etwa dem Englischen vergleichbare Rolle gewinnen.